# Lîsîcinîkî, Zalișciîkî
Lîsîcinîkî (în ucraineană Лисичники) este un sat în comuna Kasperivți din raionul Zalișciîkî, regiunea Ternopil, Ucraina.

## Demografie
Componența lingvistică a localității Lîsîcinîkî
     Ucraineană (99,72%)
     Alte limbi (0,14%)
Conform recensământului din 2001, majoritatea populației localității Lîsîcinîkî era vorbitoare de ucraineană (99,72%), existând în minoritate și vorbitori de alte limbi.